# نبرد تزاریتسین
نبرد تزاریتسین (انگلیسی: Battle of Tsaritsyn) یک رویارویی نظامی بین نیروهای بلشویک و ارتش سفید در طول جنگ داخلی روسیه بود. این نبرد برای کنترل شهر و بندر مهم در رودخانه ولگا در جنوب غربی روسیه بود. نبرد منجر به پیروزی بلشویک‌ها شد.